# 琶洲大桥
琶洲大桥是中华人民共和国廣東省广州市的一座跨越珠江桥梁，属于广州国际会议展览中心配套工程，前称黄洲大桥，於2003年8月29日通车。大桥位於市区东部华南大桥和东圃大桥之间，北起天河区科韵路与黄埔大道的交叉口，跨珠江，经琶洲，与新港东路相交，南止于海珠区新滘南路，与新港东路交汇，是城市快捷路的跨江桥梁。全长3.6公里，行车道宽度60米，双向六车道。其中大桥长1205米，桥宽32米，通航高度20米，大桥属V形墩刚构—连续梁组合结构；通车后可分流广州大桥之车辆。